# Neopomacentrus
Neopomacentrus ist eine Gattung der Riffbarsche (Pomacentridae), die im tropischen Indopazifik vorkommt. Der wissenschaftliche Name der Gattung setzt sich aus dem griechischen „néos“, νέος (‚neu‘, ‚frisch‘, ‚jung‘) und dem Namen der Riffbarschgattung Pomacentrus zusammen und wurde wegen der Ähnlichkeit der beiden Gattungen vergeben.

## Merkmale
Neopomacentrus-Arten sind im Vergleich mit vielen anderen Riffbarschgattungen relativ langgestreckt und werden 6 bis 11 cm lang, wobei die Körperlänge das 2,2- bis 2,8fache der Körperhöhe erreicht. Die weichstrahligen, hinteren Abschnitte von Rücken- und Afterflosse, sowie die beiden Loben der eingebuchteten bis halbmondförmigen Schwanzflosse sind spitz ausgezogen. Der Rand des Präoperculum ist glatt oder leicht eingebuchtet. Die Kiefer sind mit zwei Zahnreihen besetzt. Die Zähne der äußeren Reihe sind schneidezahnähnlich (incisivor) mit eingebuchteten oder abgeflachten Spitzen.

## Lebensweise
Neopomacentrus-Arten kommen im tropischen Indopazifik vor und leben in Korallenriffen. Zwei Arten, N. aquadulcis und N. taeniurus, gehören zu den wenigen Riffbarscharten, die auch Süßgewässer und Brackwasser besiedelt haben und N. cyanomos ist es gelungen im Schutz von großen Offshore-Bohrplattform, die vom Pazifik in den Atlantik bewegt wurden, den Golf von Mexiko zu besiedeln. Neopomacentrus-Arten sind Zooplanktonfresser, die sich in großen Ansammlungen zusammen mit anderen Fischen, z. B. mit Fahnenbarschen, zur Nahrungsaufnahme in der Wassersäule in Riffnähe bewegen. Ihre gespaltene Schwanzflosse ist eine Anpassung an das schnelle und wendungsreiche Schwimmen, das zum Fang der Nahrung nötig ist.

## Arten
Anfang 2021 werden 17 Arten zur Gattung Neopomacentrus gezählt.

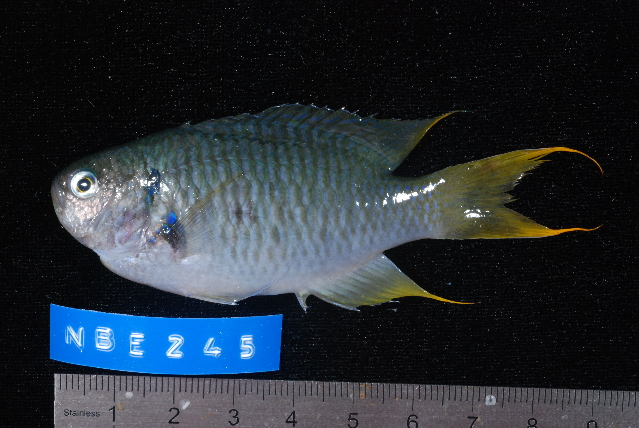
Neopomacentrus azysron

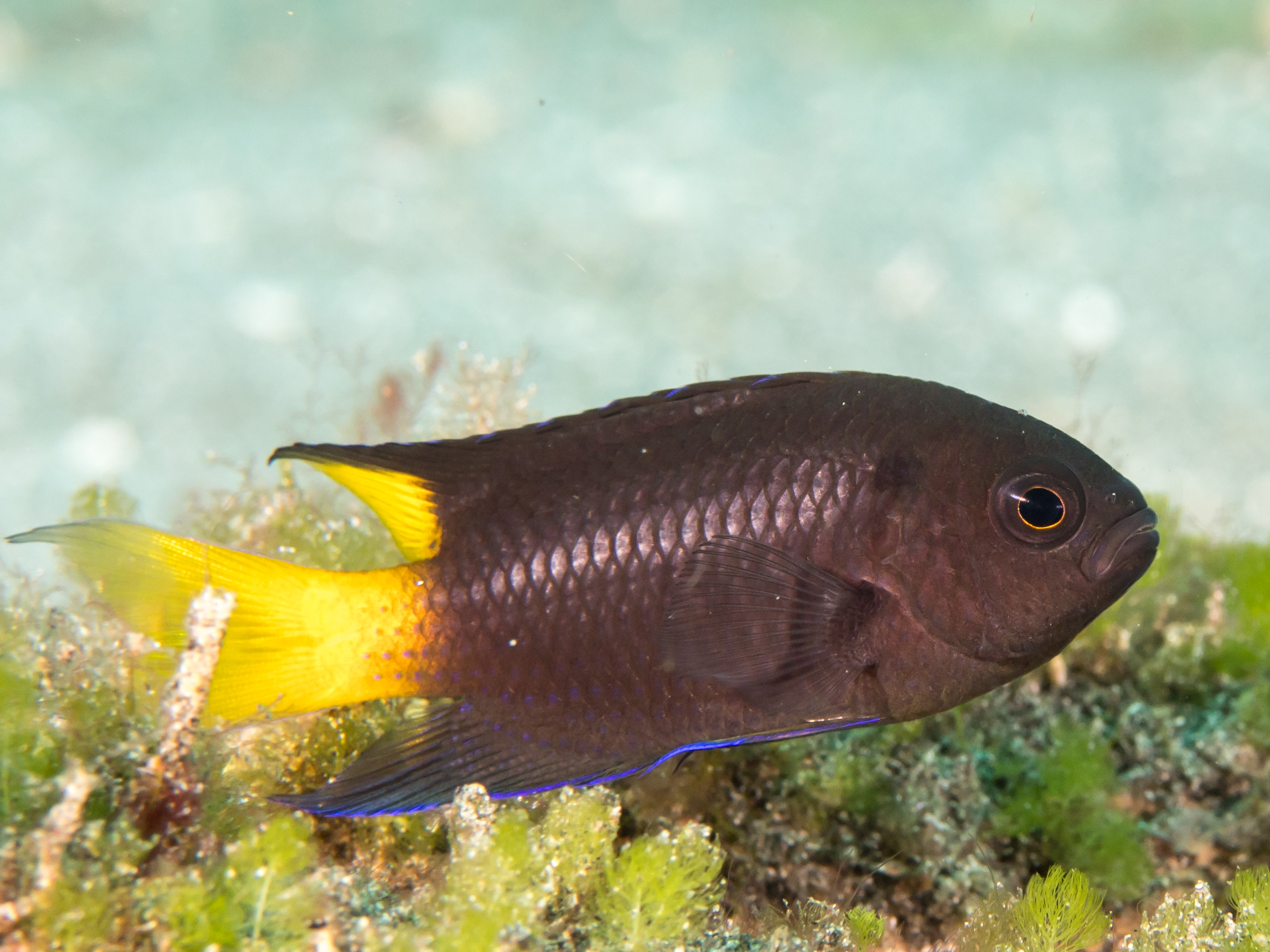
Neopomacentrus violascens

- Neopomacentrus aktites Allen, Moore & Allen, 2017
- Neopomacentrus anabatoides (Bleeker, 1847), die Typusart
- Neopomacentrus aquadulcis Jenkins & Allen, 2002
- Neopomacentrus azysron (Bleeker, 1877)
- Neopomacentrus bankieri (Richardson, 1846)
- Neopomacentrus cyanomos (Bleeker, 1856)
- Neopomacentrus fallax (Peters, 1855)
- Neopomacentrus filamentosus (Macleay, 1882)
- Neopomacentrus flavicauda Fricke & Allen, 2021
- Neopomacentrus fuliginosus (Smith, 1960)
- Neopomacentrus metallicus (Jordan & Seale, 1906)
- Neopomacentrus miryae Dor & Allen, 1977
- Neopomacentrus nemurus (Bleeker, 1857)
- Neopomacentrus sindensis (Day, 1873)
- Neopomacentrus sororius Randall & Allen, 2005
- Neopomacentrus taeniurus (Bleeker, 1856)
- Neopomacentrus violascens (Bleeker, 1848)

## Belege
1. ↑  Aaron P. Jenkins, Gerald R. Allen: „Neopomacentrus aquadulcis, a new species of Damselfish (Pomacentridae) from Eastern Papua New Guinea“. In: Records of the Western Australian Museum. 20, 2002, S. 379–382.
2. 1 2  Kevin L. Tang, Melanie L. J. Stiassny, Richard L. Mayden, Robert DeSalle: Systematics of Damselfishes. Ichthyology & Herpetology, 109(1):258-318 (2021). doi: 10.1643/i2020105
3. ↑  Neopomacentrus auf Fishbase.org (englisch)